# 막또안
막또안(莫全, ? ~ 1593년 1월 27일)은 대월 막 왕조의 황족으로, 막머우헙의 아들이다.

## 생애
1592년 10월, 후 레 왕조의 찐뚱이 장군 호앙딘아이(黃廷愛)를 보내 막 왕조를 쳤고, 탕롱을 공격해 함락했다. 이어서 해양(海陽) 금성현(金城縣)이 함락되었고, 막머우헙의 모친이 포로로 잡혔다. 11월 말, 막머우헙이 막또안에게 감국(監國)을 명하였고, 부안으로 개원하였으며, 군대를 이끌고 후 레 왕조와 교전하였다. 막머우헙은 패배하여 사로잡혔고 이후 살해되었다.
막머우헙이 죽자 웅례공 막낀찌는 해양(海陽), 안광(安廣) 일대를 점거하고 황제로 자립하였고, 막 왕조의 대신들은 그에게 많이 귀부하였으며 막또안의 명령을 좇기를 원하지 않았다. 막또안은 고립되었고, 도주하다가 후 레 왕조의 사병에게 사로잡혔다.
1593년 정월, 찐뚱은 호앙딘아이, 응우옌흐우리에우(阮有僚) 등 부(部)를 이끌고 막낀찌를 공격하여 막낀찌 및 막 왕조의 많은 종실과 대신들을 사로잡았다. 27일, 찐뚱이 막낀찌와 막또안을 초진(草津) 일대에서 참수하였다.